# Institut für Seeverkehrswirtschaft und Logistik
Das Institut für Seeverkehrswirtschaft und Logistik (ISL) ist ein gemeinnütziges maritimes Forschungs- und Beratungsinstitut mit Sitz in Bremen und Bremerhaven. Es wurde 1954 gegründet und ist damit erstes maritimes Institut in Deutschland und Vorbild für weitere Institute weltweit. Das ISL untergliedert sich in die fünf Tätigkeitsschwerpunkte Maritime Intelligence, Maritime Security, Maritime Environment, Maritime Transport Chains und Maritime Simulation. Im Mittelpunkt der Tätigkeiten steht satzungsgemäß der Wissenstransfer zwischen Wissenschaft und Praxis. Mit seinen F+E-Dienstleistungen und seinem wissenschaftlichen Consulting bildet das Institut somit eine Schnittstelle zwischen Forschung und Anwendung.

## Geschichte

ISL in Bremerhaven

Das Institut wurde 1954 in Bremen als unabhängige, gemeinnützige Stiftung privaten Rechts „Institut für Schiffahrtsforschung“ mit dem Zweck gegründet, wissenschaftliche Schifffahrtsforschung zu betreiben und zu fördern. Dazu gehörte auch die Gründung einer umfangreichen Schifffahrtsbibliothek. Gründer und erster Direktor war Gustav Adolf Theel. 1967 änderte es seinen Namen in „Institut für Seeverkehrswirtschaft“. Das Institut wurde dem Bremer Senator für Bildung, Wissenschaft und Kunst zugeordnet. Der „Förderkreis Stiftung Institut für Seeverkehrswirtschaft e. V.“ wurde 1982 von namhaften Repräsentanten deutscher Schifffahrtsunternehmen ins Leben gerufen. Die Mitglieder unterstützten die wissenschaftliche Forschung des Instituts sowohl in ideeller als auch in materieller Hinsicht. 1988 wurde eine neue Satzung eingesetzt und der Namen in „Institut für Seeverkehrswirtschaft und Logistik“ geändert. Als Organe wurden das Kuratorium und das Direktorium eingerichtet und die Aufgaben und Zuständigkeiten geregelt. 1989 wurde der wissenschaftliche Beirat gegründet. Er besteht aus Vertretern von Wissenschaft und Praxis, berät das ISL auf den Gebieten der Forschung und Entwicklung und trägt wesentlich zur praxisorientierten Zielformulierung der Entwicklungsstrategien bei. Der Standort Bremerhaven wurde 1997 gegründet. Zum 50-jährigen Jubiläum 2004 wurde ein Senatsempfang im Bremer Rathaus und ein Workshop im Congress Centrum Bremen veranstaltet. 2006 bezog die ISL Bremerhaven das Bürohaus t.i.m.e.Port II, Barkhausenstraße 2. 2008 bezog das ISL einen neuen Standort an der Universitätsallee und rief die „Maritime Conference“ ins Leben, die alle zwei Jahre stattfindet.

## Forschungsschwerpunkte

### Maritime Intelligence

ISL in Bremen

Das ISL hat eine lange Tradition im Bereich Maritime Market Intelligence mit einer unabhängigen Perspektive auf Entwicklungen und Trends. Es berät Unternehmen und Institutionen aus Seeverkehrswirtschaft und Logistik durch die Bereitstellung von individuell zugeschnittenen Daten und mit Fachwissen.
Das ISL bietet seinen Kunden rund um den Globus einen detaillierten Datenservice und datenbasiertes Marktwissen. Dabei stehen dem Institut hauseigene Datenbanken, wie die Hafendatenbank oder das Containerverkehrsmodell Nordrangehäfen, sowie verschiedene externe Datenbanken zur Verfügung. Zusätzlich bieten die statistischen Publikationen des ISL einen umfangreichen Überblick über die wichtigsten maritimen Marktsegmente.

### Maritime Security
Gesteigerte Anforderungen an die Sicherheit und Resilienz von Transportketten stellen zunehmend eine Herausforderung für die Transportwirtschaft dar. Das ISL arbeitet mit Partnern aus der ganzen Welt zusammen und erstellt Konzepte zur Reduzierung entsprechender Risiken regionaler und globaler Transportabläufe.

### Maritime Environment
Der maritime Transportsektor verursacht erhebliche Emissionen und hat dadurch auch Auswirkungen auf das Klimas. So verursachte der weltweite Seeverkehr 2012 ca. 2,6 % der globalen CO2-Emissionen. Das entspricht in etwa dem jährlichen Ausstoß an Treibhausgasemissionen der Bundesrepublik Deutschland im selben Jahr. Dieser Anteil könnte in den nächsten Jahrzehnten je nach Szenario drastisch zunehmen. NOx- und SOx-Emissionen sowie Ruß-/Feinstaubpartikel aus dem Schiffsbetrieb tragen zu Belastungen von Ökosystemen bei.
Das ISL analysieren und bewertet Zusammenhänge von Wirtschaft und Umwelt bezogen auf bestehende, anstehende und zu erwartende regulative Maßnahmen, aber auch bezogen auf alternative Ansätze mit dem Ziel der Senkung von negativen Umwelteffekten seitens Schifffahrt und Häfen (bspw. durch freiwillige Anreizsysteme oder durch Modellierung und Simulation betriebswirtschaftlicher Szenarien).

### Maritime Transport Chains
Mit einem umfassenden Wissen bezüglich maritimer Logistikketten verfügt das ISL über eine unabhängige Perspektive auf Entwicklungen und Trends. Es berät zur Optimierung See- und landseitige Hafenzulaufprozesse und bei der Konzepterstellung für den Transport von Gütern mit speziellen Anforderungen z. B. der temperaturgeführten Logistik, Projektlogistik (High & Heavy und OWEA-Logistik) oder Rohstofflogistik z. B. für die Bio-Energie-Gewinnung.

### Maritime Simulation
Logistische Systeme (Supply Nets, Umschlaganlagen und Läger/Verteilzentren) sind heutzutage u. a. durch zunehmende Automatisierung und Digitalisierung der Abläufe äußerst komplexe und hochgradig vernetzte Systeme. Sowohl deren Auslegung, als auch deren Inbetriebnahme und die Optimierung der betrieblichen Abläufe lassen sich ohne technische Hilfsmittel nicht mehr bewältigen.
Eine Technologie, die nach dem erfolgreichen Einsatz in der fertigenden Industrie in den letzten Jahren auch in der Logistik Fuß gefasst hat, ist die Simulation. Sie definiert sich als Verfahren zur Nachbildung – das bedeutet Modellbildung – eines realen oder gedachten Systems mit seinen internen dynamischen Prozessen in Form eines experimentierbaren Modells, um zu Erkenntnissen zu gelangen, die auf die Realität übertragbar sind (VDE-Richtlinie DIN 3633).

## Statistische Veröffentlichungen
Die statistischen Veröffentlichungen des ISL für die maritime Wirtschaft enthalten Marktdaten zu Schifffahrts- und Schiffbaumärkten, zu Seehandel und Frachtratenentwicklung sowie zum Güterumschlag der führenden Weltseehäfen.
Zu den wichtigsten Publikationen zählen die ISL Shipping Statistics and Market Review (SSMR), das ISL Shipping Statistics Yearbook (SSYB) und der ISL Monthly Container Port Monitor (MCPM).

## InfoCenter / Bibliothek
Das ISL InfoCenter ist ein europaweit führender Dienstleister für Information und Dokumentation rund um Themen der maritimen Wirtschaft und Logistik. Es bietet ein professionelles Serviceangebot über Branchen, Märkte und Unternehmen in den Bereichen Schifffahrt, Schiffbau und Häfen, Verkehr, Transport und Logistik sowie Wirtschaft und Handel.
Die ISL Bibliothek, die bereits seit 1954 besteht, ist eine der größten wissenschaftlichen Spezialbibliotheken im Bereich der maritimen Wirtschaft und Logistik. Neben dem Erwerb von Fachbüchern liegt ein besonderer Sammelschwerpunkt bei Marktstudien, Forschungsberichten, Tagungsberichten, Wirtschaftsstatistiken, Geschäftsberichten sowie Schiffsregistern. Der Gesamtbestand der Bibliothek beträgt mehr als 131.000 Bände sowie 200 laufende Zeitschriftenabonnements (Stand: Januar 2016). Neben dem Bestand vor Ort bietet die Bibliothek Zugang auf die Literaturdatenbank ISL SEABASE, elektronische Zeitschriften sowie E-Books.
Die Nutzung der Bibliothek ist nach Anmeldung für Wissenschaftler und Studierende kostenfrei möglich. Ein Lesesaal, mehrere Online-Arbeitsplätze und ein Kopierer sind vorhanden.

## Kooperationen und Partnerschaften

### Wissenschaftliche Einrichtungen
- Centre for Maritime Studies, University of Turku, Finnland
- Deutsche Außenhandels- und Verkehrs-Akademie (DAV) Bremen, Deutschland
- Erasmus Universiteit Rotterdam (EUR), Niederlande
- Hochschule Bremerhaven, Deutschland
- Hochschule für Internationale Wirtschaft und Logistik (HIWL) Bremen, Deutschland
- Hunan University Changsha, China
- Instytut Morski (IM) Gdańsk, Polen
- Jiatong University Beijing, China
- Maritime Research and Consultation Center (MRCC) Alexandria, Ägypten
- National Maritime University Odessa, Ukraine
- Nationale Wadym-Hetman-Wirtschaftsuniversität Kiew, Ukraine
- National University Pusan, Institute of Logistics Innovation and Networking (LIN), Südkorea
- National Technical University of Athen (NTUA), Griechenland
- Ruttgers University New Jersey, Center for Advanced Infrastructure and Transportation (CAIT), USA
- State University St. Petersburg, Russland
- Shanghai Maritime University (SMU), China
- University Antwerpen, Belgien
- Universität Bremen, Deutschland
- Universität Lissabon, Portugal
- University of Commerce, Vietnam
- Universität Rostock, Ostseeinstitut für Marketing, Verkehr und Tourismus, Deutschland
- World Maritime University (WMU) Malmö, Schweden

### Netzwerke und Mitgliedschaften
- Arbeitskreis Logistik Bremerhaven
- Association for Automatic Identification and Mobility (AIM) e. V.
- Baltic Sea Forum e. V., Hamburg
- Bremische Hafenvertretung (BHV) e. V.
- Bundesvereinigung Logistik (BVL) e. V., Bremen
- Council of Supply Chain Management Professionals, USA
- dbh Logistics IT AG, Bremen
- Deutsche Gesellschaft für Internationale Zusammenarbeit (GIZ), Bonn
- Deutsche GVZ-Gesellschaft, Bremen
- Deutsches Maritimes Kompetenz Netz (DMKN)
- Deutsches Verkehrsforum, Berlin
- Deutsche Verkehrswissenschaftliche Gesellschaft (DVWG) e. V., Berlin
- European Intermodal Association (EIA), Brüssel, Belgien
- Informations- und Dokumentationsverbund Verkehr (InDVV)
- International Association of Maritime Economists, Rotterdam, Niederlande
- LogDynamics Forschungsverbund, Bremen
- Northern Dimension Institute (NDI), Finnland
- Race Network RFID, Europa
- Windenergie Agentur Bremerhaven/Bremen (WAB) e. V.
- Wirtschaftsverband Weser e. V., Bremen